# 야마호촌
야마호촌(山保村)은 야마나시현 니시야쓰시로군에 있던 촌이다. 현재의 이치카와미사토정, 미나미코마군 미노부정에 해당한다.

## 역사
- 1889년 7월 1일 - 정촌제 시행에 의해 2개 촌의 구역으로 성립하였다.
- 1955년 4월 1일 - 야마호촌의 일부가 이치카와다이몬정, 잔부는 구나도촌에 편입해 동일 야마호촌은 폐지되었다.

## 참고문헌
- 角川日本地名大辞典 19 山梨県